# 巴·束德尔琪琪格
巴·束德尔琪琪格，全名巴特苏伦·束德尔琪琪格（1971年1月18日—），是蒙古国作家、电影编剧、制片人。已婚，育有三个女儿，她丈夫包勒德呼雅格是制片人、出版商。她与丈夫一起创作了电影《阿努可敦》，之后被推广到国际市场，又译为“战士公主”（Warrior Princess）。

## 生平

### 早年
束德尔琪琪格是她的笔名。她的真名是陶格陶巴雅尔（Тогтохбаяр)。1971年她出生於乌兰巴托的一位建设工程师和矿物学家家庭。蒙古高中毕业之后她在1989年作为到苏联留学的最后一批蒙古留学生进入伊尔库茨克国立大学學習。

### 1991–2003的職業生涯
后来1991年她转校到蒙古国立大学就读，1995年研究生毕业获得新闻学硕士学位。当她还是学生时，她开始在蒙古拥有最多读者的日报《民权报》（Ардын эрх）的法律部当了通讯员。后来，作为专栏作家与1997年创作了《存有阴影的童年》、《行李中的东西》等小说，并得到了荣誉奖。这两部小说内容是有一位少女为了想要惩罚她的弟弟，不小心杀了他；另一个故事是一位少女被她继父杀死，然后其母亲跟她继父把她的尸体装行李箱里面丢弃。在这些小说的影响下她写了另外几本书和文章。
1997年陶格陶巴雅尔成为总理门德赛汗·恩赫赛汗领导下的民主党政府发言人，但后来于1998年加入“Anons”新闻中心担任其主任。1999年至2000年，她担任蒙古记者联合会的执行董事，之后跟家人一起开始做生意，創辦私人报纸。从2002年她开始創作小说“Hulan”（Хулан），小说分段連載在她自己創辦的報紙上。而「Hulan」一書直到2003年才出版，很多读者喜欢看这本书。从那时开始，她將笔名變成「束德尔琪琪格」。
她是一位女权主义者，写了好多關於女權主義的文章，還曾就蒙古國第一个性别平等法案做出自己的貢獻。她擔任過国际特赦组织蒙古分部的常務理事，她还是蒙古妇女基金会的董事会成员。作為現實主義文學作家，她的作品大部分描繪的都是蒙古历史上的勇敢女性，有的是关于佛教教义、蒙古人的生活与蒙古社會的思想文化。

### 2003年之後
2007年“SAS Pictures”公司把她的小说《珊瑚手链》改编成电影之后，该片成为了当年蒙古最卖座的影片之一。 
之后她将小说《阿努可敦传奇》（Домогт Ану хатан）改编为电影“阿努可敦”。2013年参加了香港、北京的影展。當年的戛纳电影节时，電影公司成功地将其推向國際市場，这部电影的影碟和有線電視版进入了美国、韩国、加拿大及中国南部放映。电影名“阿努可敦”也变更为“战士公主”（Warrior Princess），影碟从2014年9月9日开始在亚马逊和沃尔玛超市贩卖。
电影《阿努可敦》是关于蒙古国历史上噶尔丹的夫人阿努的剧情片，讲述了在宗莫德出现的一位勇敢的皇后，她在准噶尔与清朝的昭莫多之战时为了拯救她丈夫生命而后牺牲。這部電影表现了蒙古历史上的勇敢女性为了国家奋战与抵抗侵略的故事。
2015年，她的长篇小说《云形世界》在国民畅销书排行榜上存在了六个月。 
2016年她跟中国导演一起创作一部历史片，名叫《忽秃伦公主》（Хутулун）。忽秃伦公主是蒙古历史上很有名的一位真实人物，是窝阔台的孙子海都的女儿，那时她反对元朝的忽必烈。義大利旅行家馬可波羅的行記中有她的紀錄，美国作家杰克·威德福也在《蒙古女王们的秘史》一書中提到过她，贾科莫普契尼的歌劇《杜兰朵公主》里的杜兰朵原型就是忽秃伦公主。

## 作品

### 得奖纪录
2007年小说“珊瑚手链”拿到了当年的“文选书奖”
 
2008年“束德尔琪琪格有声小说集”拿到了当年“文选书奖”
 
2009年获得文学部“社会尊者奖”
 
2011年盛大杂记文化部的“突出贡献女性奖”
 
2012年表彰首都最佳创作的“玫瑰奖”
 
2010年“阿努可敦传奇”拿到了蒙古文学优秀奖，当了国民畅销书 － 从蒙古颁奖典礼—— 2013年电影“阿努可敦”拿到了“最佳剧本”，“最佳投资”，“最佳男配角”奖。 
 
蒙古国际特赦组织的“人权活动家奖”

### 影片和话剧
2007年影片“珊瑚手链”
 
2010年话剧“阿努可敦传奇”

2013年历史片“阿努可敦”
 
2014年影片“红色外衣”

2014年纪录片“蓝天令”

### 台上作品
2010年话剧“阿努可敦” 

### 书
“呼兰”小说2002年 

“珊瑚手链”2003年 

“电子信送的玫瑰”2004年
 
“纸草上的题字”2005年

“消音叫喊”2007年

“心里和平”小说集锦2008年

“束德尔琪琪格”小说集锦有声书2008年
 
“安妮的日记”当作这本书的编者和出版者2008年 

“世界有名的女作家们”传记 2008年
 
“故事”小说集2009年

“阿努可敦传奇”长篇小说2010年

“珍珠发夹”小说集2011年
 
“桃色唇”小说集2012年
 
“我的世界”文章书2013年
 
“阿努可敦”漫画书2013年

### 影碟
“180度”小说变电视话剧2007年

### 有声书2008－2014年
“束德尔琪琪格”
 
“爱”
 
“爱情梦” 

“雪花”

### 引用
1. ↑  . 蒙古通讯社. 2018-05-18.
2. ↑  . Mirnom.   [24 August 2015]. （原始内容存档于2016年2月24日）.
3. 1 2  . 24tsag.   [23 August 2015]. （原始内容存档于2016-03-02）.
4. ↑  . IMDB.   [24 August 2015]. （原始内容存档于2020-04-24）.
5. ↑  . Facebook.   [24 August 2015]. （原始内容存档于2019-02-17）.
6. ↑  . Mones.org.mn.   [25 August 2015]. （原始内容存档于2015年9月26日）.
7. ↑  . Screendaily.com.   [24 August 2015]. （原始内容存档于2017-12-01）.
8. ↑  . Internom.mn.   [24 August 2015]. （原始内容存档于2018-08-10）.